# CX-516
CX-516 es un fármaco ampakina y nootrópico que actúa como un modulador alosterico positivo del receptor AMPA que está siendo desarrollado por Cortex y Shire & Servier. Se ha investigado como tratamiento para la enfermedad de Alzheimer bajo la marca Ampalex, y ha sido examinada como tratamiento para el ADHD.
El CX-516 fue el primer compuesto ampakina desarrollado por Cortex y si bien mostró una buena actividad in vitro y resultados positivos en pruebas con animales, los ensayos en humanos fueron decepcionantes debido principalmente a la baja potencia y a su corta vida media. Sin embargo, el CX-516 es aún ampliamente utilizado en investigaciones con animales dentro de fármacos ampakinas, y es el compuesto de referencia estándar para comparar medicamentos nuevos y más potentes de esta clase, tales como el farampator y CX-717.